# Dryopteris miyazakiensis
Dryopteris miyazakiensis är en träjonväxtart som beskrevs av Miyam. Dryopteris miyazakiensis ingår i släktet Dryopteris och familjen Dryopteridaceae. Inga underarter finns listade.